# Wowkiwci (rejon szepetowski)
Wowkiwci (ukr. Вовківці) – wieś na Ukrainie, w obwodzie chmielnickim, w rejonie szepetowskim. W 2001 roku liczyła 329 mieszkańców.